# Алеф (роман)
«Алеф» (порт. O Aleph) — автобіографічний роман 2011 року письменника Пауло Коельйо. У книзі розповідається історія особистого досвіду Богоявлення під час паломництва Азією у 2006 році на Трансибірській залізниці. Назва роману заснована на новелі Хорхе Луїса Борхеса «Алеф» з 1945 року. Коельйо чотири роки збирав інформацію для книги і написав її за три тижні.

## Сюжет
Літній письменник, який переситився власними духовними досягненнями, успіхами і відкриттями, відчуває, що його життя зайшло в глухий кут, а розвиток зупинився. У пошуках відповіді на питання, котрі крають душу, він зустрічається зі своїм духовним вчителем Ж., який радить йому покинути рідний дім і відправитися в подорож — як за часів його далекої юності. Літератор приймає рішення відправитися в довгий шлях через всю Європу і Росію, по Транссибірській магістралі на пошуки свого щастя. По дорозі він зустрічає скрипальку Хіляль, яка допомагає йому розібратися в собі.